# جوزيف سميث (لاعب كريكت)
جوزيف سميث (23 مارس 1946 بكينغستون في جامايكا - ) (بالإنجليزية: Joseph Abraham Smith)‏ هو لاعب كريكت جامايكي وبريطاني. لعب مع المقاطعات الوطنية للكريكيت الإنجليزي والويلزي ‏ ونادي مقاطعة شروبشاير للكريكت ‏.

## وصلات خارجية
- جوزيف سميث على موقع إي آس بي آن كريك إنفو (الإنجليزية)